# Laides hexanema
Laides hexanema és una espècie de peix de la família dels esquilbèids i de l'ordre dels siluriformes.

## Morfologia
- Els mascles poden assolir 16,5 cm de longitud total.[1][2]

## Reproducció
És ovípar i els ous no són protegits pels pares.

## Alimentació
Menja peixets.

## Hàbitat
És un peix d'aigua dolça i de clima tropical.

## Distribució geogràfica
Es troba a Àsia: Malàisia i Indonèsia.